# Khula
Khula (em árabe: خلع) é o direito de uma mulher, no Islã, de se divorciar ou separar do marido. Após o divórcio, o marido é responsável pela manutenção e educação dos filhos. As crianças vivem com a mãe até os sete anos. Após sete anos, as crianças têm o direito de viver com o pai ou a mãe, como eles decidem.
Uma mulher procura um Khula enquanto um homem procura um Talaq. O período do Iddah (tempo de espera após o divórcio) de uma mulher que procura um Khula é de um ciclo menstrual ou um mês se ela já estiver menstruada. Isso garante que ela não está grávida. Isso é diferente de quando um homem procura uma Talaq, quando o período do Iddah para a ser de três ciclos ou três meses. O período de Iddah também permite a reconciliação do marido e esposa. Há ainda a necessidade de testemunhas quando procuram um Khula como em um Talaq. O Mahr, (dote) dependendo das circunstâncias, pode ou não pode ser dado de volta para o marido.